# На хълмовете – девствена гора
„На хълмовете – девствена гора“ (на хърватски: Na bregovima – prašuma) е картина на хърватския художник Иван Рабузин от 1960 г.
Картината е рисувана с маслени бои, има размери 69,2 x 116,7 cm и е в стил наивизъм. Тя е типичен представител на рисуваните от Иван Рабузин лирични и идеализирани пейзажи, основани върху последователността от кръгове или кръгли форми, пълни с оптимизъм и духовност. Стилът му е признат в световен мащаб като неповторим и с голям принос за развитието на наивното изкуство. Определян е от мнозина като най-изявения представител на наивното изкуство за всички времена. Отличава се с модернизъм на визуалното изразяване, като го намалява до използването на геометрични форми, което е причина изкуството му да бъде сред наследството на съвременното изкуство. Творбите му са лесно разпознаваеми благодарение на съчетанието на стилизацията и геометричната абстракция. Цветовете в картините му подчертават разположението и размера на изображенията, подчертавайки символичното им значение и важност.
Картината е част от фонда на Хърватския музей на наивното изкуство в Загреб.